# Xamil Bassàiev
Xamil Salmànovitx Bassàiev (en rus: Шамиль Салманович Басаев), (Vedeno 14 de gener de 1965- Ingúixia, 10 de juliol de 2006) fou un líder polític i militar de la República Txetxena d'Itxkèria.
A la seva joventut fou venedor d'ordinadors i va treballar a Moscou. El 1991 va participar en el segrest d'un avió rus que anava de Mineralnie Vodi a Turquia i el va fer aterrar a Grozni. El mateix any es va integrar a la Confederació de Pobles del Caucas i el 1992 va dirigir el batalló de voluntaris del Caucas nord que va lluitar a Abkhàzia per la independència nacional (1992-1993) fins a la victòria sobre els georgians.

## Guerres txetxenes (1994-2000)
Quan Rússia va envair Txetxènia el desembre de 1994, va organitzar la defensa de Grozni i va infligir una forta derrota als russos. Sis mesos després, el maig de 1995, la seva dona i dos fills infants foren morts pels russos en un bombardeig selectiu que va provocar la mort d'11 membres de la seva família. En revenja, Bassàiev i 130 homes van fer una incursió al krai de Stàvropol, però foren aturats a Budionnovsk, i assaltaren un hospital prenent milers de persones com a ostatges; els russos van atacar dues vegades però no van poder alliberar els retinguts i Bassàiev va negociar llavors la sortida lliure a canvi de l'alliberament dels ostatges. Això el va convertir en heroi als ulls dels txetxens i va ser rebut com a heroi a tots els llocs per on va passar, especialment a les ciutats amb majoria txetxena de Daguestan i de la mateixa Txetxènia.
L'agost de 1996 va participar en l'atac a Grozni planejat per Aslan Maskhàdov, i va assetjar els russos fins que van acordar la seva retirada i van signar l'acord d'alto el foc i evacuació de Khassaviurt que va confirmar la independència de Txetxènia i que fou reconegut per l'OSCE.
El gener de 1997 es va presentar a les eleccions presidencials controlades per la comunitat internacional, enfront d'Aslan Maskhàdov, elecció que va guanyar aquest darrer amb el 66% dels vots (Bassàiev n'obtingué el 23%). Bassàiev va ser nomenat primer ministre, càrrecque d'entrada rebutjà per bé que després el va acceptar; va presentar un parell de cops la dimissió però va seguir en el càrrec com interí. El 1998 es va enfrontar a Maskhàdov al que acusava d'acostar-se a Moscou i va deixar el càrrec. A principis del 1999 es va aliar amb el comandant dels voluntaris àrabs, Khatab, i l'agost d'aquell any les forces d'ambdós van entrar a Daguestan en suport de les repúbliques wahhabites establertes a la part occidental prop de Txetxènia que eren atacades per l'exèrcit rus. Això va servir d'excusa a Rússia per la segona invasió de Txetxènia.
Bassàiev va dirigir la defensa de Grozni que va resistir uns mesos de setge dels russos i va quedar destruïda. El febrer de 2000 va dirigir l'evacuació però, fent honor al seu caràcter, va voler anar el primer per detectar possibles paranys del russos, i va trepitjar una mina antipersones que li va fer perdre una cama. Fou curat per un metge neutral prop de Grozni i va substituir la cama per una pròtesi artesanal feta per un artesà txetxè, amb la qual es vantava de poder caminar 50 km en una nit.

## Assalt del Teatre Dubrovka
L'octubre del 2002 un grup armat inspirat per Bassàiev va ocupar el teatre Dubrovka a Moscou. El president rus, Putin, va ordenar-ne l'assalt després que les forces d'assalt russes haguessin ruixat el recinte amb un aerosol anestèsic introduït segurament pel sistema de refrigeració de l'edifici. Segons algunes fonts, els segrestadors haurien preferit no actuar per no posar en perill els ostatges. Tanmateix, altres versions assenyalen que l'acció va ser tan desproporcionada que va aconseguir neutralitzar la capacitat de reacció dels segrestadors perquè molts ja haurien mort -i molts ostatges també- per l'elevat volum de gas utilitzat. Amb el posterior assalt de les Spetsnaz (forces especials) russes, el segrest se saldà amb la mort dels 42 activistes txetxens i de 130 ostatges. La gestió del govern rus i la posterior decisió d'assaltar el teatre va ser molt criticada per la comunitat internacional.
Bassàiev tenia llavors un alt càrrec dins el govern de la resistència nacional, però abans de ser destituït per Maskhàdov va presentar la dimissió i va assolir el comandament del batalló Riiadus-Salikhín, una organització de kamikazes, que fou inclosa dins les organitzacions terroristes pels Estats Units el 2003.
El maig de 2004 Bassàiev va reivindicar l'assassinat del president de l'administració prorussa, Akhmad Kadírov. El juny de 2004 va participar al costat dels rebels ingúix en la presa de la capital d'Ingúixia, on els rebels van agafar gran quantitat d'armes i van causar moltes baixes al russos.

## Assalt de l'escola de Beslan
El setembre de 2004 homes fidels a Bassàiev van protagonitzar el segrest d'ostatges en una escola de Beslan a Ossètia del nord. La resolució, igualment expeditiva, presa des de Moscou provocà que el segrest acabés amb la mort de 390 persones (344 d'elles civils, amb 186 menors).
El 17 de juny del 2006 va morir el president Abdul-Khalim Sadulàiev i va ocupar el seu lloc el vicepre sident Dokà Umàrov que el 27 de juny del 2006 va nomenar Xamil Bassàiev com a vicepresident. El 9 de juliol de 2006, i segons fonts russes, Bassàiev conduïa un dels cotxes que escortaven un camió carregat d'explosius que podrien haver anat destinats a la comissió d'un atemptat que coincidiria amb la cimera del G-8 a Sant Petersburg. El comboi va ser atacat per forces especials russes prop del poble d'Ekazhevo a Ingúixia. El camió carregat va explotar provocant la mort de Bassàiev. Després d'analitzar les mostres d'ADN del cadàver, el 10 de juliol el govern rus confirmà la mort del líder txetxè. La versió dels guerrillers txetxens fou que la mort de Bassàiev havia estat accidental, i no pas a una acció antiterrorista.